# Paris-Plage
Paris-Plage è, dal 2002, il nome di un'iniziativa estiva del municipio di Parigi: ogni anno, tra luglio ed agosto e per circa 4-5 settimane, 3,5 km della riva destra della Senna presso il Municipio cittadino sono attrezzate per ospitare attività ludiche e sportive, spiagge di sabbia o in erba, palme.
Questa iniziativa nasce grazie alla pedonalizzazione delle rive della Senna, che avveniva ogni domenica dal 1995. Nel 2002 si vuole prolungare durante tutta l'estate l'operazione di chiusura alle macchine in modo da permettere ai parigini che non vanno in vacanza di poter approfittare di una zona di relax.
Nel 2006, dopo di una polemica, l'evento deve cambiare nome. In effetti, esisteva nella regione degli Hauts de France un comune denominato Le Touquet-Paris Plage, così chiamato perché ci fu creata nel 1884 una stazione balneare denominata Paris Plage. I comuni di Parigi e di Le Touquet-Paris Plage troverano un accordo nel 2008 quando l'evento fu ribattezzato Paris-Plages, al plurale.